# Duvy
Duvy település Franciaországban, Oise megyében. Lakosainak száma 417 fő (2022. január 1.). Duvy Auger-Saint-Vincent, Crépy-en-Valois, Ormoy-Villers, Rocquemont, Rouville, Séry-Magneval és Trumilly községekkel határos.

## Népesség
A település népességének változása:
| Lakosok száma | 468  | 459  | 460  | 445  | 435  | 426  | 429  | 424  | 417  |
|               | 2013 | 2015 | 2016 | 2017 | 2018 | 2019 | 2020 | 2021 | 2022 |